# Lago subterráneo

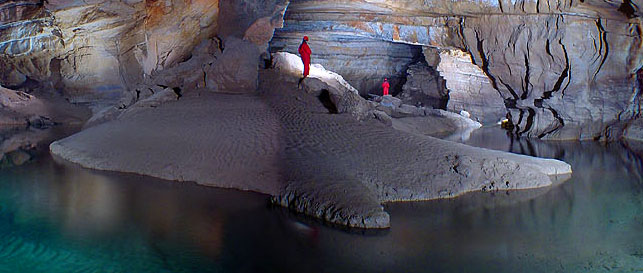
Lago subterráneo dentro de la Cueva de Križna en Eslovenia, uno de los 22 lagos de este tipo

Un lago subterráneo es un cuerpo de agua ubicado en una cavidad natural o artificial bajo de la superficie de la Tierra, lo suficientemente grande como para ser considerado un lago. En el caso particular de que los lagos estén cubiertos por una capa de hielo, hablamos propiamente de lagos subglaciales.
Pueden encontrarse en antiguas canteras inundadas o en cuevas naturales llamadas cuevas kársticas. La mayoría de los lagos subterráneos naturales se encuentran en áreas de topografía kárstica, donde la piedra caliza u otra roca soluble se ha erosionado, dejando una cueva donde el agua puede fluir y acumularse.

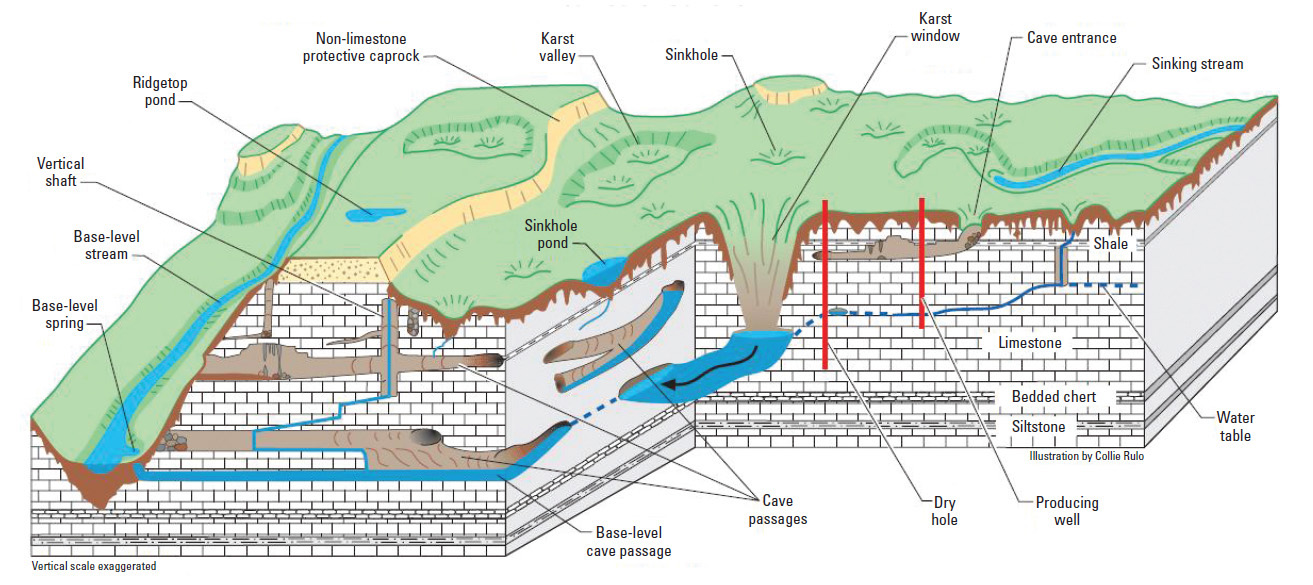
Una sección transversal geológica que muestra las características hidrológicas clave de la topografía kárstica, que conducen a la formación de cuevas submarinas

Los lagos subterráneos naturales son una característica hidrogeológica poco común, ya que con mayor frecuencia, el agua subterránea se acumula en formaciones como acuíferos o manantiales.

## Características

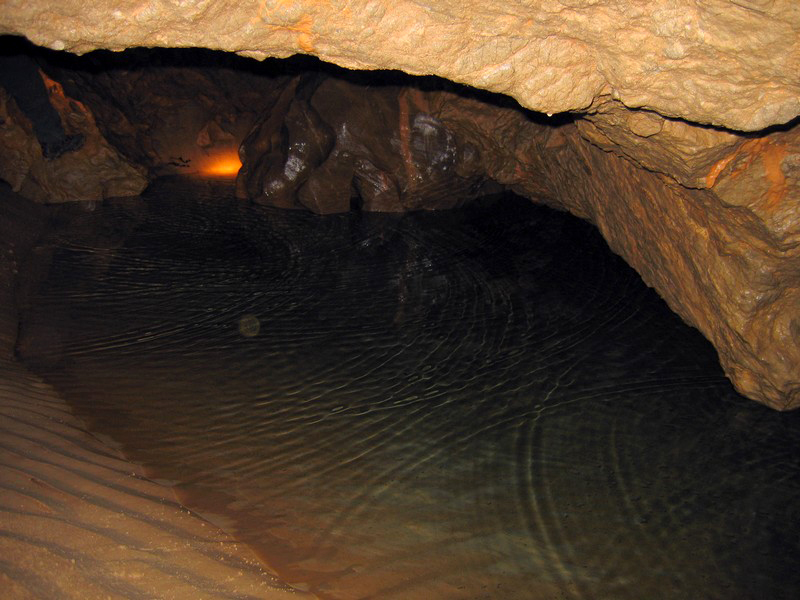
Cueva del Sargento, Saint-Guilhem-le-Désert, Hérault, Francia

Un lago subterráneo es cualquier cuerpo de agua de tamaño similar a un lago superficial y que existe mayoritariamente o totalmente bajo tierra; sin embargo, aún no se ha establecido una definición científica precisa de lo que puede considerarse un «lago». Los lagos subterráneos podrían clasificarse como «lagos» o «estanques», dependiendo de características de tamaño, como la superficie expuesta y/o la profundidad.

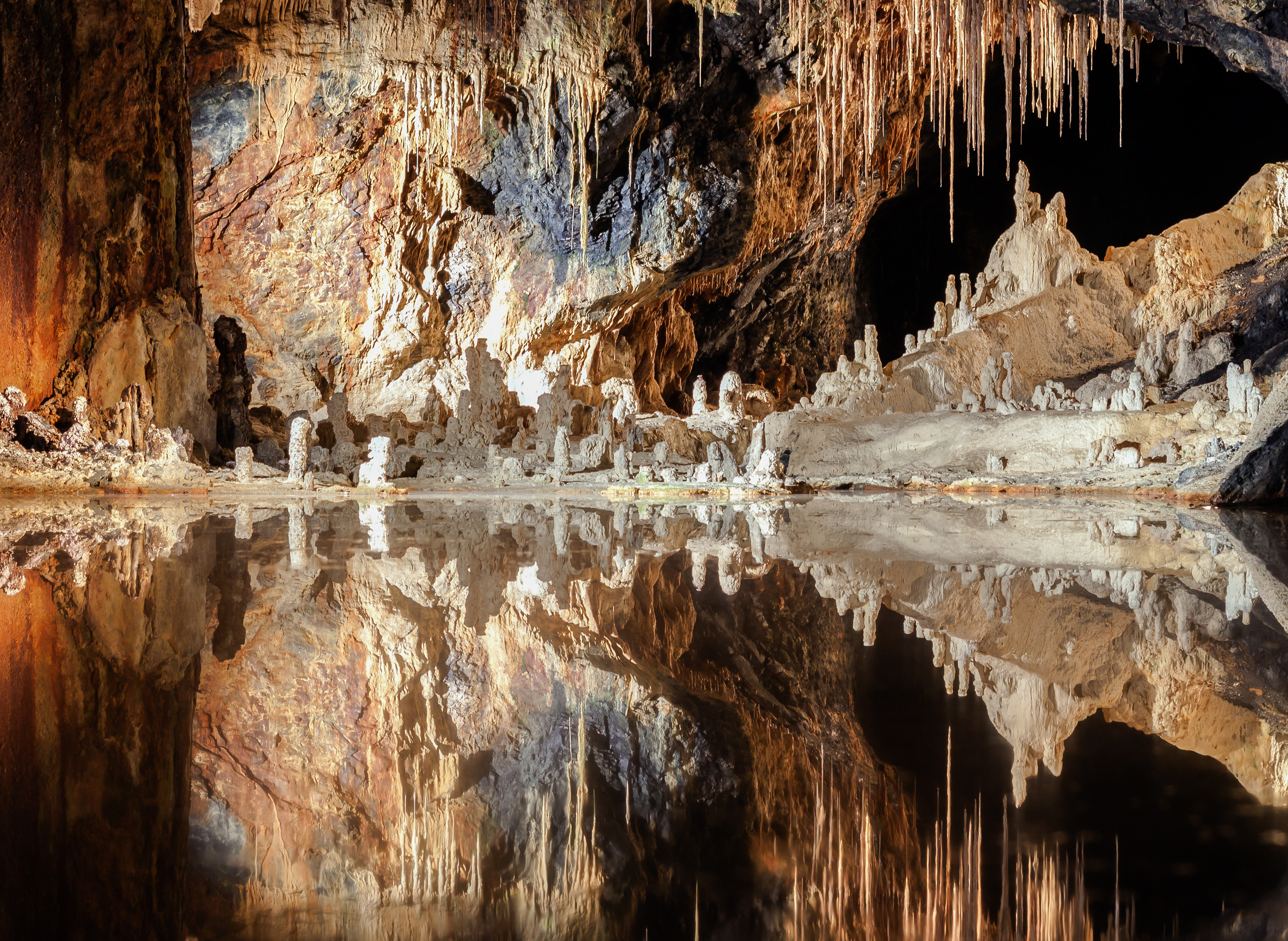
Cueva de las Hadas de Saalfeld, Turingia, Alemania

La rareza de los lagos subterráneos naturales se puede atribuir al modo en que se comporta el agua bajo tierra. Debajo de la superficie de la Tierra, la presión ejercida sobre el agua subterránea aumenta, provocando que ésta sea absorbida por el suelo. El límite en el que hay suficiente presión subterránea para saturar completamente el suelo con agua se llama nivel freático, y la zona por encima de este se denomina «zona no saturada», mientras que la zona por debajo se denomina «zona saturada». En la zona saturada, la presión se convierte en la fuerza principal que impulsa el flujo de agua. Los lagos se forman principalmente por la fuerza de la gravedad: el agua es atraída hasta el punto más bajo de un área y se acumula formando un lago. Cualquier agua que se encuentre por debajo del nivel freático estará bajo presión y, por lo tanto, no forma un lago, sino un acuífero.
Los lagos subterráneos naturales pueden formarse en zonas kársticas, donde la erosión de rocas solubles deja cavernas y otras aberturas en la tierra. El agua superficial puede encontrar su camino bajo tierra a través de estas aberturas y acumularse en cavernas más grandes para formar lagos.

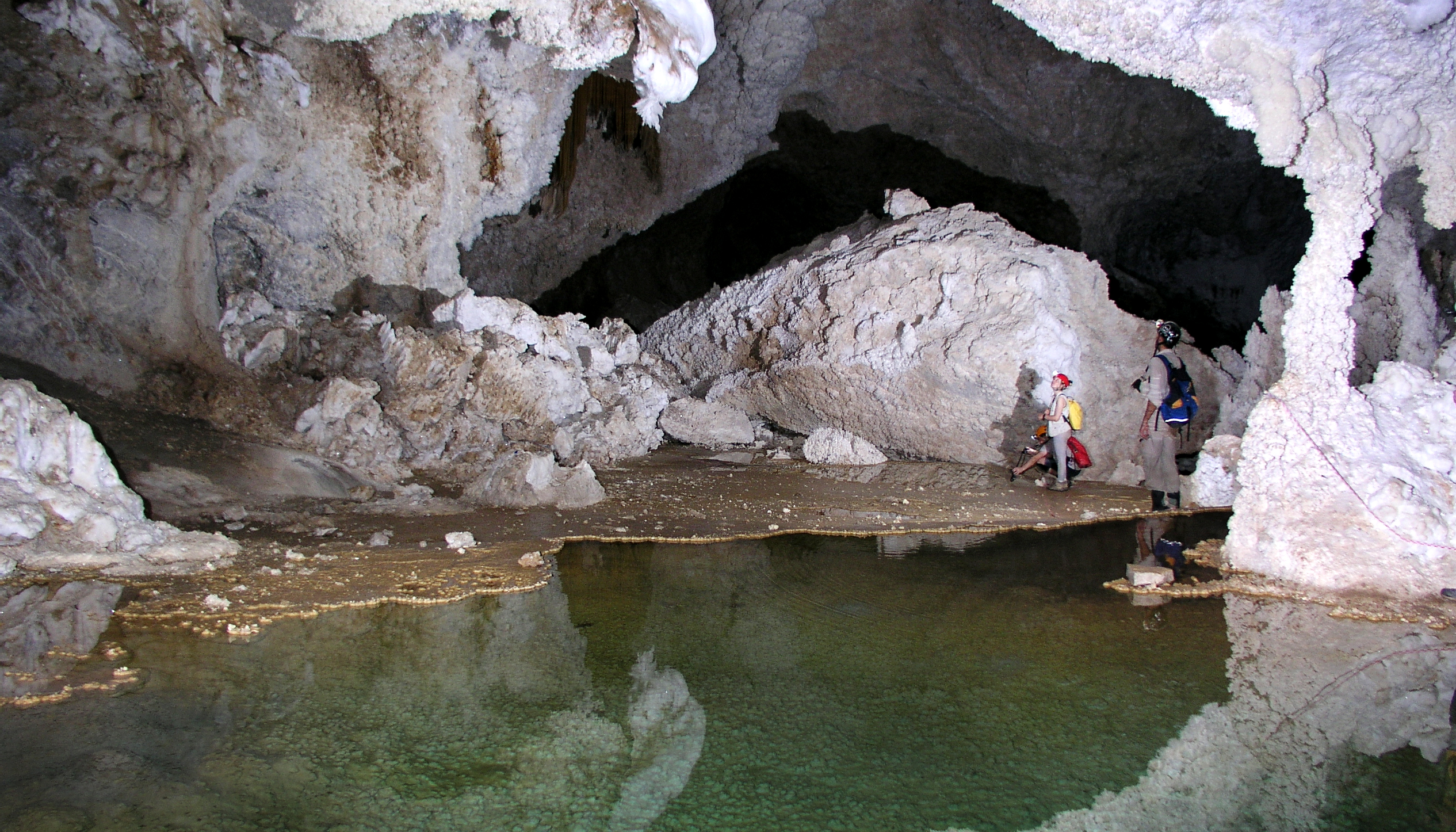
Lago Lebarge en la Lechuguilla Cave, Condado de Eddy, Nuevo México, Estados Unidos

También pueden formarse por procesos humanos, como la inundación de minas. Dos ejemplos son los lagos que se encuentran en las minas de pizarra de la ciudad galesa de Blaenau Ffestiniog, como la cantera de Croesor, y un lago en la mina de sal de Hallein en Austria. 

## Ejemplos

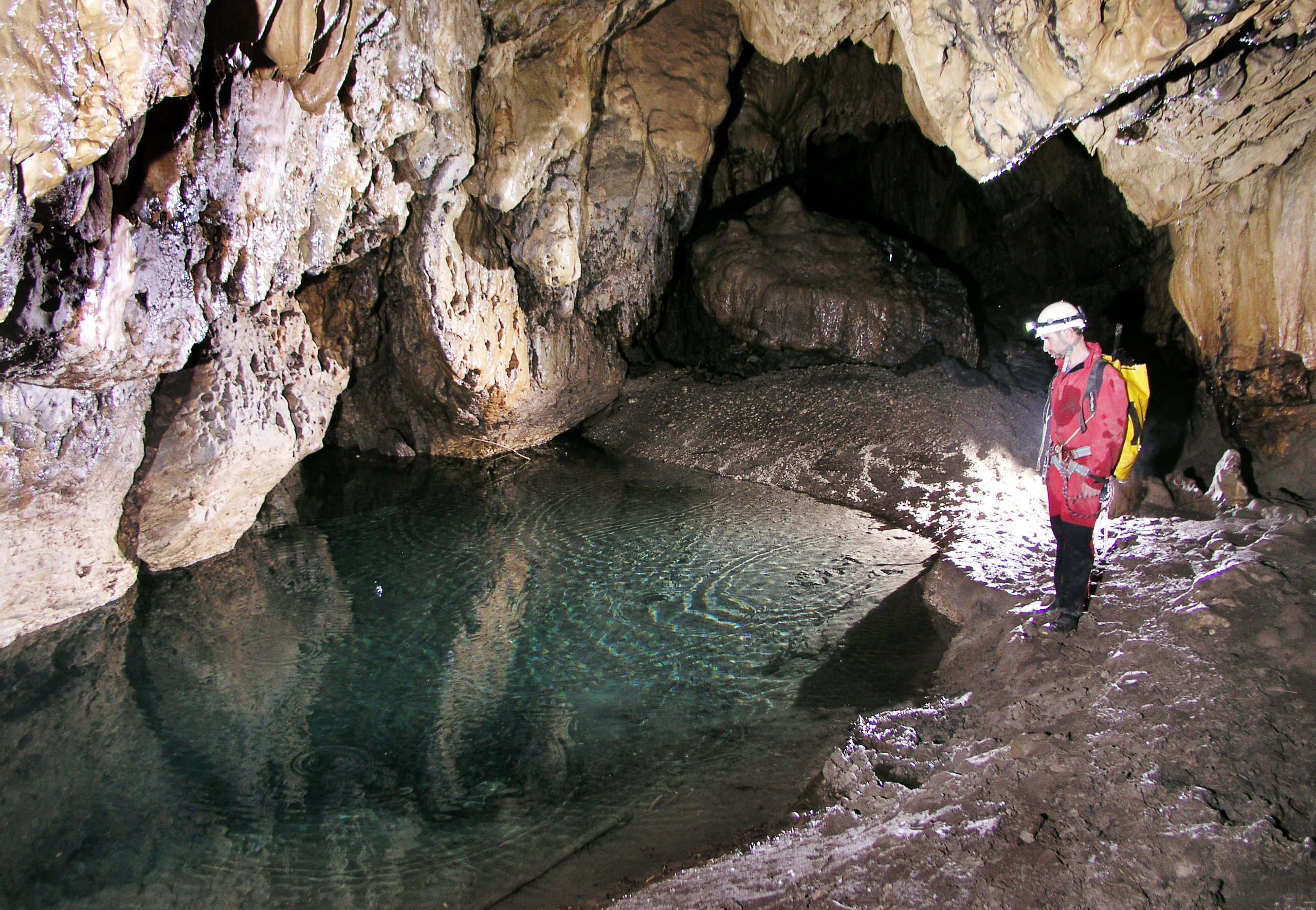
Un lago subterráneo en la Cueva Maronal del distrito de Elías Soplín Vargas en Perú

Los datos sobre los lagos subterráneos de todo el mundo son muy incompletos. El lago subterráneo (subglacial) más grande conocido es el Vostok, descubierto en la Antártida en 1994 mediante estudios de radar. Éste, de unos 250 kilómetros de longitud, contiene agua líquida a pesar de estar situado bajo el casquete polar. En total, hasta la fecha se han descubierto más de ciento cuarenta lagos subglaciales en la Antártida.
Entre los lagos subterráneos en sentido estricto (es decir, cubiertos por una bóveda de roca), el más grande del mundo se encuentra en la Cueva del Aliento del Dragón en Namibia, con una superficie de casi 2 hectáreas; el segundo más grande es The Lost Sea, ubicado dentro de las Cavernas Craighead en Tennessee, Estados Unidos, con una superficie de 1,8 hectáreas.
En Europa, el lago subterráneo de Saint-Léonard en Suiza, descubierto en 1943, es uno de los lagos subterráneos más grandes conocidos, tiene aproximadamente 300 m de largo por 20 m de ancho y es visitable. También están la Cueva de Križna, en Eslovenia o el Lago Neuron, en Albania.
En Asia se encuentra el Kow Ata, en Turkmenistán y en Oceanía el Moqua Well, en Nauru.